# Kościół św. Mateusza Apostoła w Lubstówku
Kościół świętego Mateusza Apostoła w Lubstówku – rzymskokatolicki kościół parafialny należący do parafii pod tym samym wezwaniem (dekanat sompoleński diecezji włocławskiej).
Jest to świątynia wzniesiona w 1639 roku. Ufundowana została przez wojską kaliską Magdalenę i Aleksandra Głębockiego archidiakona gnieźnieńskiego. Rozbudowana została o wieżę w 1743 roku. Remontowana była w XIX wieku i w 1971 roku. W 1992 roku za prace konserwacyjne w latach 80. XX wieku i opiekę nad kościołem, została przyznana nagroda dla parafii przez Ministerstwo Kultury i Sztuki.
Budowla jest drewniana, jednonawowa, posiada konstrukcję zrębową. Świątynia jest orientowana, wybudowana została w stylu charakterystycznego dla odmiany wielkopolskiego kościoła późnogotyckiego. Jej prezbiterium jest mniejsze w stosunku do nawy, zamknięte jest trójbocznie (na zewnątrz znajduje się barokowy krucyfiks), z boku jest umieszczona zakrystia. Z przodu znajduje się niska kwadratowa wieża, mieszcząca kruchtę w przyziemiu. Wieżę zwieńcza gontowy dach namiotowy z krzyżem. Budowlę nakrywa wysoki dach jednokalenicowy, pokryty gontem, tworzący wydatny okap nad prezbiterium. W środkowej części znajduje się sześciokątna wieżyczka na sygnaturkę, nakryta blaszanym cebulastym dachem hełmowym z latarnią. Wnętrze nakrywa płaski strop obejmujący nawę i prezbiterium. Na belce tęczowej są umieszczone rzeźby i krucyfiks z 1 połowy XVII wieku. Chór muzyczny jest podparty dwoma słupami z parapetem z niewielką wystawką prostokątną w części centralnej i z prospektem organowym. Wyposażenie reprezentuje styl wczesnobarokowy z 1 połowy XVII wieku, należą do niego: ołtarz główny i dwa ołtarze boczne. Drzwi wejściowe do świątyni posiadają okucia w formie liści. Ogrodzenie zostało wykonane ze sztachet drewnianych.